# ビラリーニョ・デ・コンソ

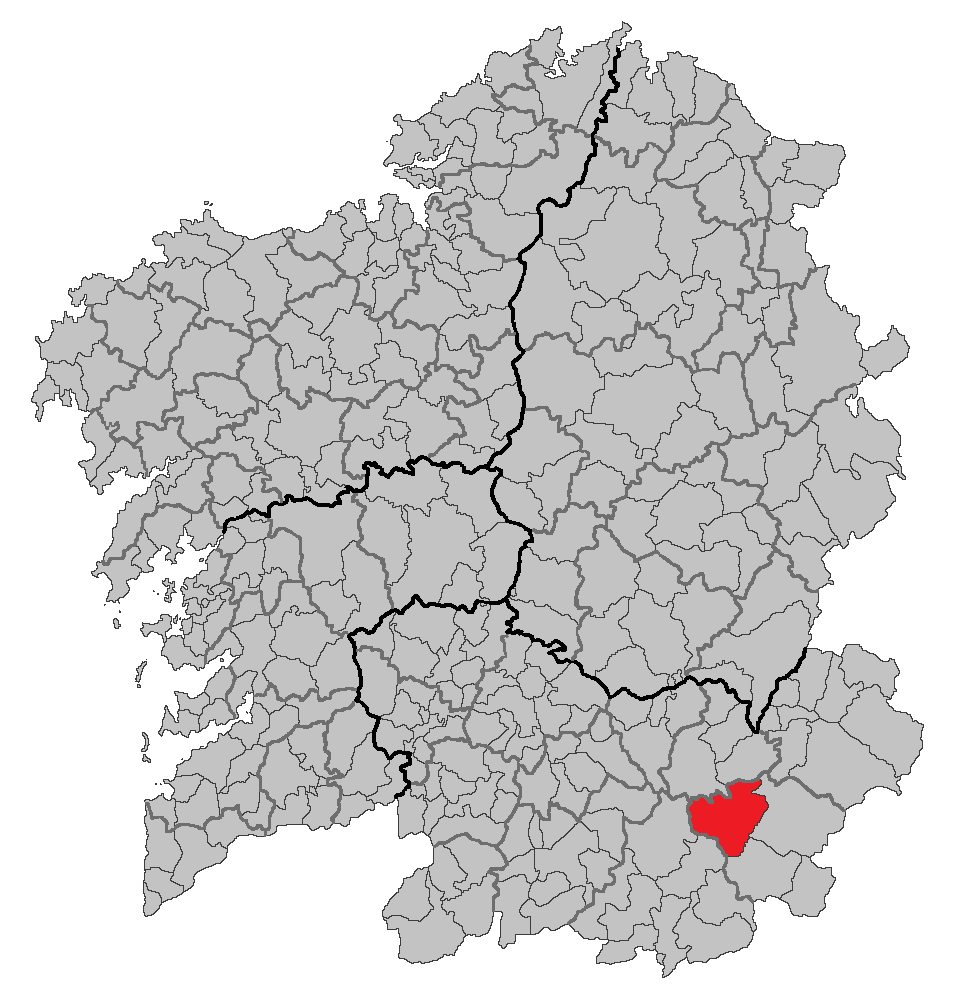

ビラリーニョ・デ・コンソ（Vilariño de Conso）はスペイン、ガリシア州、オウレンセ県の自治体で、コマルカ・デ・ビアナに属する。ガリシア統計局によると2009年の人口は700人（2003年：771人）。住民呼称はvilariñés/-esa。カスティーリャ語表記はVillarino de Conso
（ビジャリーノ・デ・コンソ）。
ガリシア語話者の自治体人口に占める割合は99.35％（2001年）。

## 地理
ビラリーニョ・デ・コンソはオウレンセ県の東部に位置し、コマルカ・デ・ビアナに属する。北はチャンドレーシャ・デ・ケイシャとマンサネーダ、南はカストレーロ・ド・バルとア・グディーニャ、東はビアナ・ド・ボーロ、西はラサの各自治体と隣接する。

### 人口
| ビラリーニョ・デ・コンソの人口推移 1900－2010           |
|                                                         |
| 出典:INE（スペイン国立統計局）1900年 - 1991年、1996年 - |

## 政治
自治体首長はガリシア社会党（PSdeG-PSOE）のアルカディオ・ゴンサーレス・ロドリゲス（Arcadio González Rodríguez）、自治体評議員はガリシア国民党（PPdeG）：3、ガリシア社会党：2、ガリシア民族主義ブロック（BNG）：2となっている（2007年の自治体選挙の結果、得票順）。 

## 教区
ビラリーニョ・デ・コンソは10の教区に分けられる。
- カスティニェイラ（サン・ロウレンソ）
- チャグアソーソ（サン・ベルナベ）
- コンソ（サンティアーゴ）
- モルメンテーロス（ノサ・セニョーラ・ダ・オ）
- プラドアルバール（サント・アンドレ）
- サブギード（サンタ・マリーア）
- サン・クリストーボ（サン・クリストーボ）
- サン・マメーデ・デ・エドラーダ（サン・マメーデ）
- ベイガス・デ・カンバ
- ビラリーニョ・デ・コンソ（サン・マルティーニョ）